# Fotyn
Fotyn – imię męskie pochodzenia grecko-łacińskiego, wywodzące się od gr. φως, oznaczającego „światło, jasność”. Fotyn oznacza „należący do Focjusza, pochodzący od Focjusza”, przy czym imię Focjusz powstało bezpośrednio od słowa phōs, phōtós. W Kościele katolickim odnotowano trzech świętych o tym imieniu. Patronem imienia jest m.in. Fotyn z Lyonu, pierwszy biskup Lyonu.
W Polsce imię nie jest wykazywane wśród publicznie dostępnych w Internecie danych; w styczniu 2024 w rejestrze PESEL nie było mężczyzn o imieniu Fotyn nadanym ani jako imię pierwsze, ani jako imię drugie.
Żeńskim odpowiednikiem jest Fotyna.
Fotyn imieniny obchodzi:
- 2 czerwca, jako wspomnienie św. Fotyna, wspominanego w gronie męczenników z Lyonu,
- 12 sierpnia, jako wspomnienie św. Fotyna z Nikomedii, wspominanego razem ze św. Anicetem[5].

## Imię Fotyn w innych językach[6]
- łacina – Photinus
- angielski – Photinus
- czeski – Fotinus
- francuski – Photine
- hiszpański – Fotino
- rosyjski – Fotin
- słoweński – Fotin
- włoski – Fotino.

## Mężczyźni o imieniu Fotyn
- Fotyn z Lyonu – biskup i męczennik
- Fotyn z Sirmium – biskup, teolog